# 袁紅剛
袁紅剛（1969年2月—），中共軍事、政治人物，中將。

## 生平
袁红刚曾在中国人民解放军国防大学学习，一度在沈阳军区服役，歷任65316部队政治部主任、第27集团军政治部主任、西藏軍區政委、中共西藏自治区黨委常委、第79集团军政治工作部主任。